# Kisdebrek
Kisdebrek (románul: Dobricel) falu Romániában, Erdélyben, Beszterce-Naszód megyében.

## Fekvése
Bethlentől északnyugatra, Ispánmező közelében fekvő település.

## Nevének eredete
A hegyek között, szűk völgyben fekvő falu mellett egy nagy hegy emelkedik, melyen egykor tölgyfás erdő díszlett, határán pedig keresztül folyik Nagydebrek irányába a "Dobricil" patak, erről az erdőről kaphatta nevét is, melyet szláv eredetűnek mondanak: a dobra, dubrava, dubrek szó nyelvünkön tölgyes erdőt jelent.

## Története
Kisdebrek, Debreg nevét 1483-ban említette először oklevél Debreg néven, mint Harinai Farkas Tamás és Miklós birtokát.
További névváltozatai: 1593-ban Debrik-Pojána, 1603-ban Kis-Debreh, 1733-ban Kis-Debrek, 1750-ben Dobricsel, 1808-ban Debrek (Kis-), Dubricsel, 1888-ban Kis-Debrek (Dobricsel), 1913-ban Kisdebrek.
A falu a fennmaradt hagyományok szerint egykor a falutól déli irányban fekvő Csicsói hegyoldalról költözött jelenlegi helyére, a múlt század elejei leírások szerint szántás közben többször akadtak itt nagyobb kődarabokra, melyekből következtetve ott egykor nagyobb épületek lehettek.
Kisdebrek Szészárma tartozékai közé számított, de az 1567-ből fennmaradt iratokban a tartozékok közt még nem fordult elő, csak 1585-ben, tehát 1567–1585 közt keletkezhetett.
Az előbb Harinnai birtok Kisdebreket 1589-ben Báthory Zsigmond Báthory András bibornoknak adományozta.
1590-ben azonban Harinnai Farkas Miklósnak és testvérének néhai Farkas Jánosnak fiai: Tamás, István, János. Ferenc és Mihály Báthory András e birtokba való beiktatásának ellentmondtak, eredménytelenül, mert a falu még 1593-ban is Báthory András bibornok tulajdona volt.
1595-ben Farkas Miklós a maga és testvérének néhai János fiainak: Tamásnak, Istvánnak, Ferencnek és Mihálynak nevében a fejedelmet e birtok bitorlásától újra eltiltotta.
Az 1603 évi összeírás szerint már ismét Harinnai Ferenc birtoka volt.
1615-ben Suky Kata Harinnai Erdélyi Miklós özvegye kapta osztályrészül életére, midőn leánya Zsuzsanna s unokája Farkas Kata itteni javaikon megosztoznak.
1618-ban és 1628-ban Kun István birtoka volt neje jogán, 1653-ban-ban birtokosa Toldalagi Mihályné Huszár Margit. A Toldalagiak birtoka volt még 1726-ban is.
1816 körül gróf Mikó Károly, és a Rhédei leszármazottak, 1820-ban gróf Bethlen Farkas, Hollaki Antalné volt birtokos itt, 1898-ban pedig nagyobb birtokosai a Bolbosz család tagjai voltak.
A trianoni békeszerződés előtt Szolnok-Doboka vármegye Bethleni járásához tartozott.
1910-ben 567 lakosából 13 német, 554 román volt. Ebből 81 görögkatolikus, 473 görög keleti ortodox, 13 izraelita volt.
A 2002-es népszámláláskor 586 lakosa volt.

## Galéria

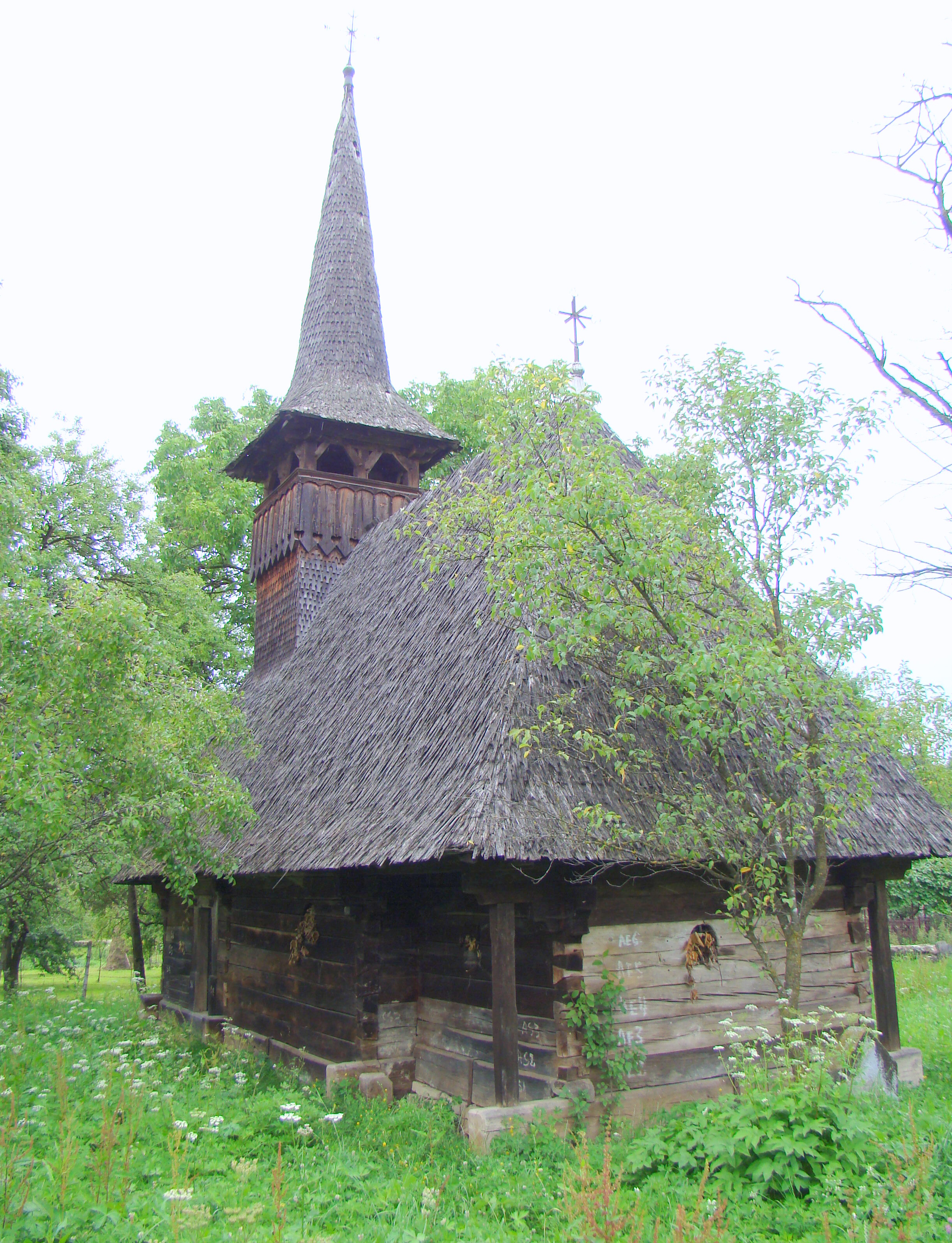
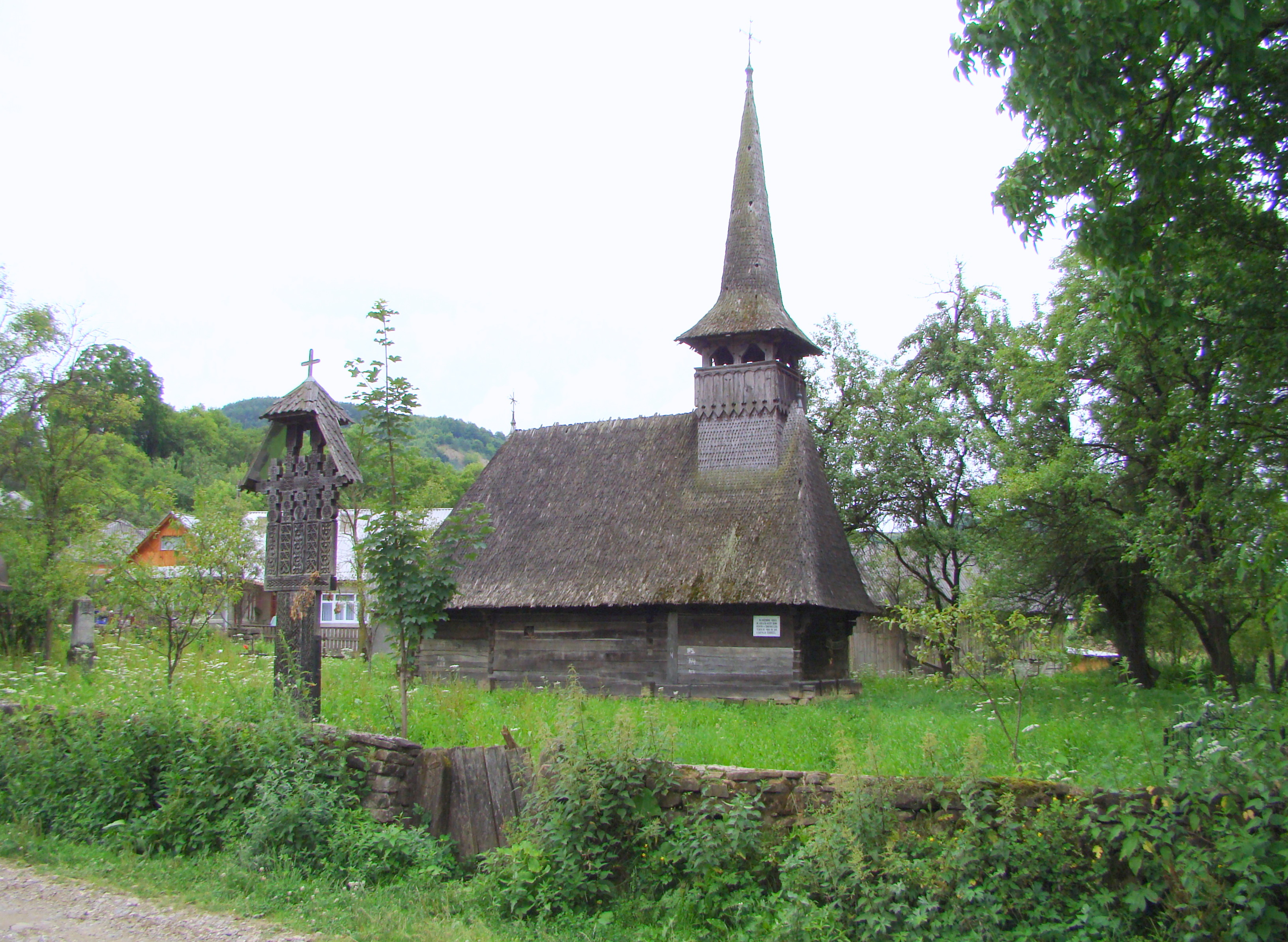
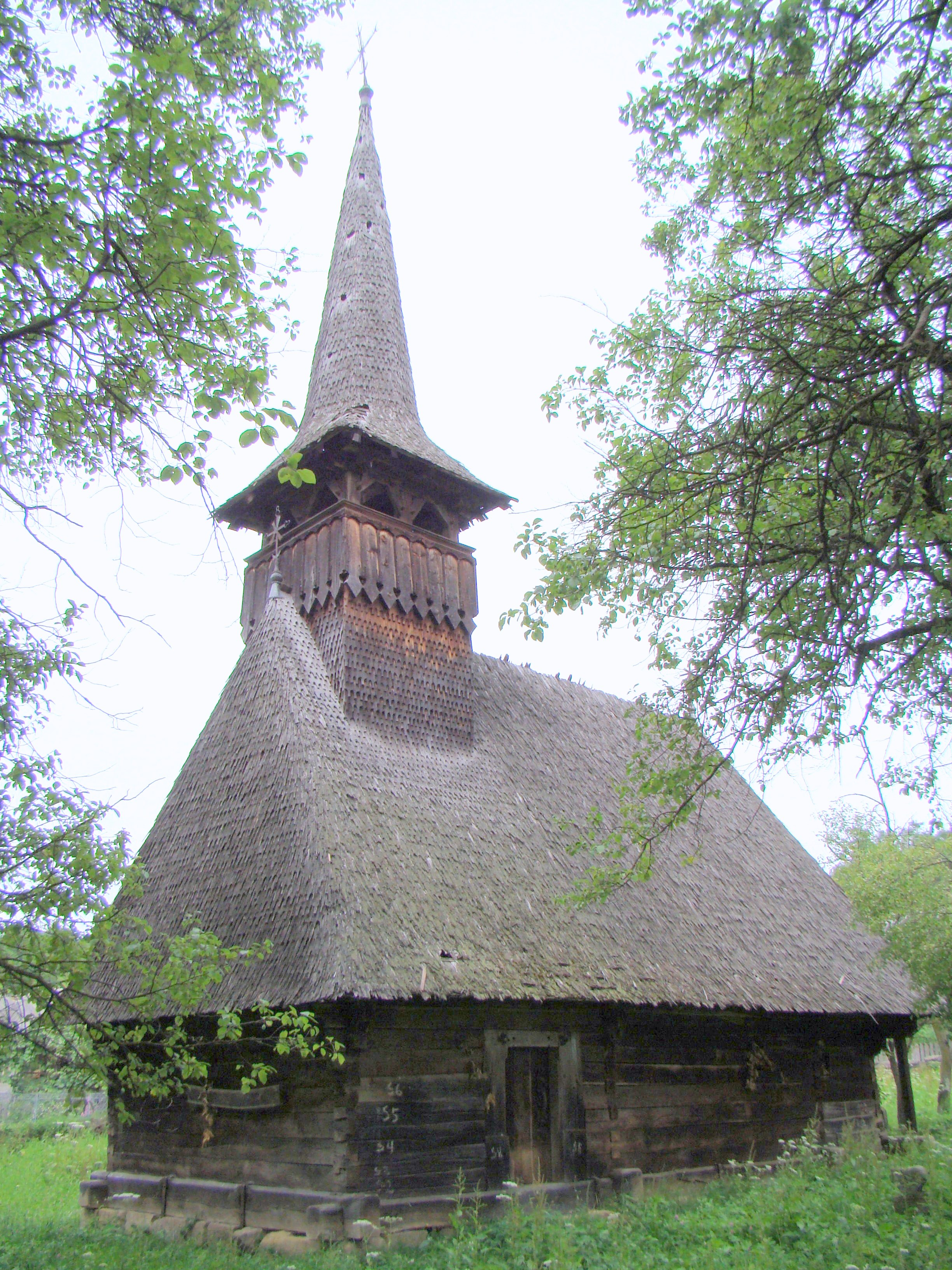
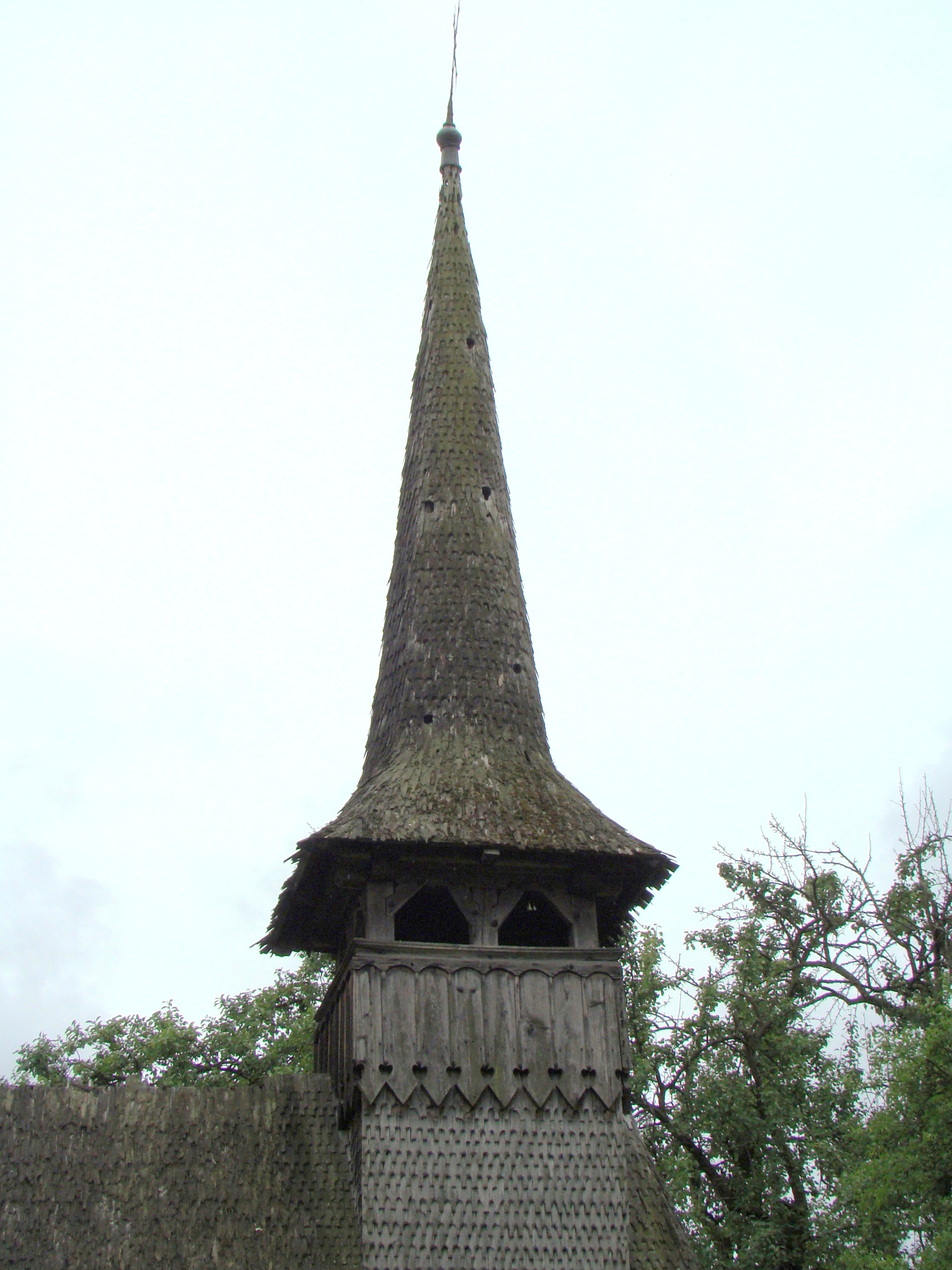
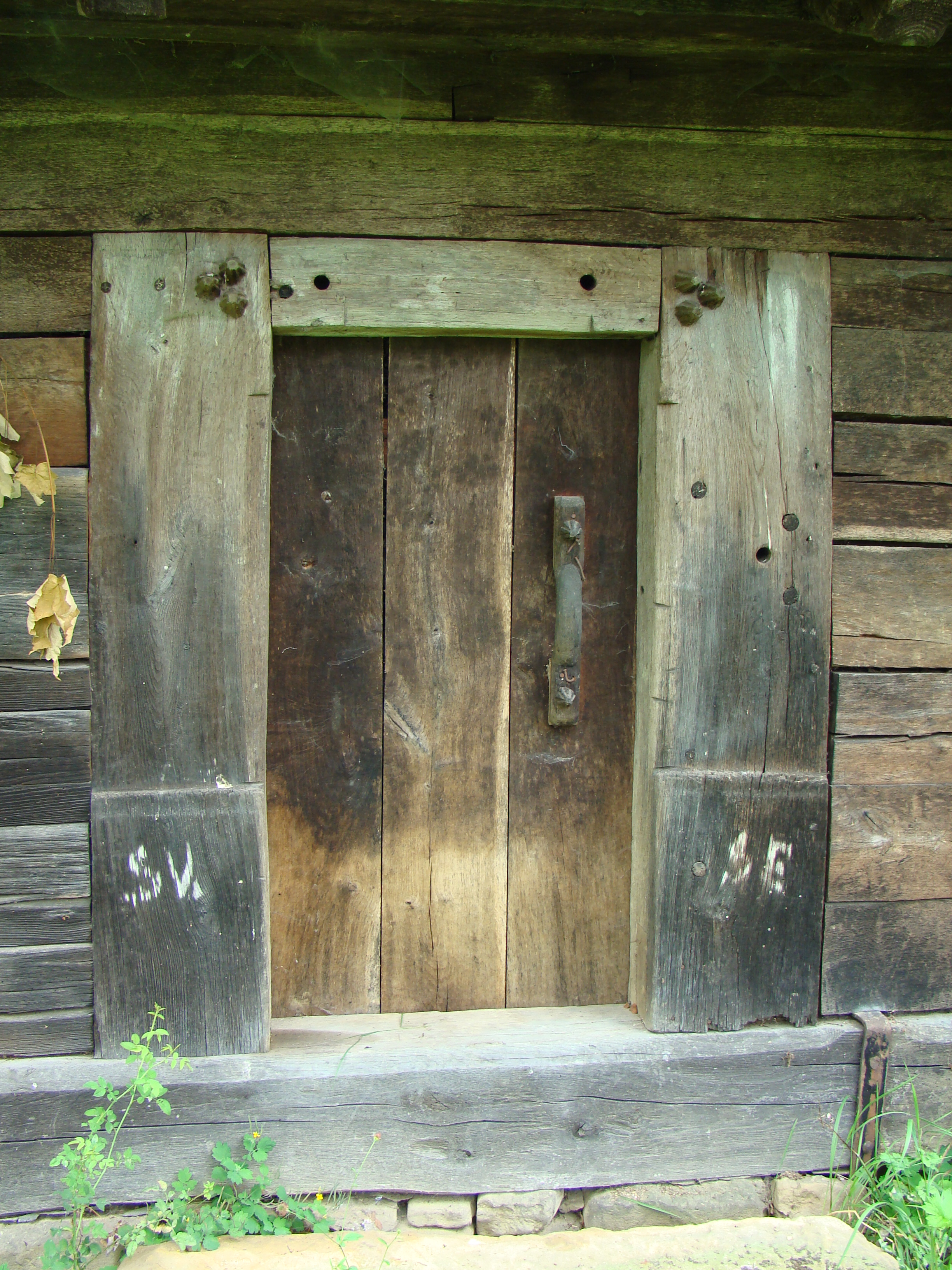
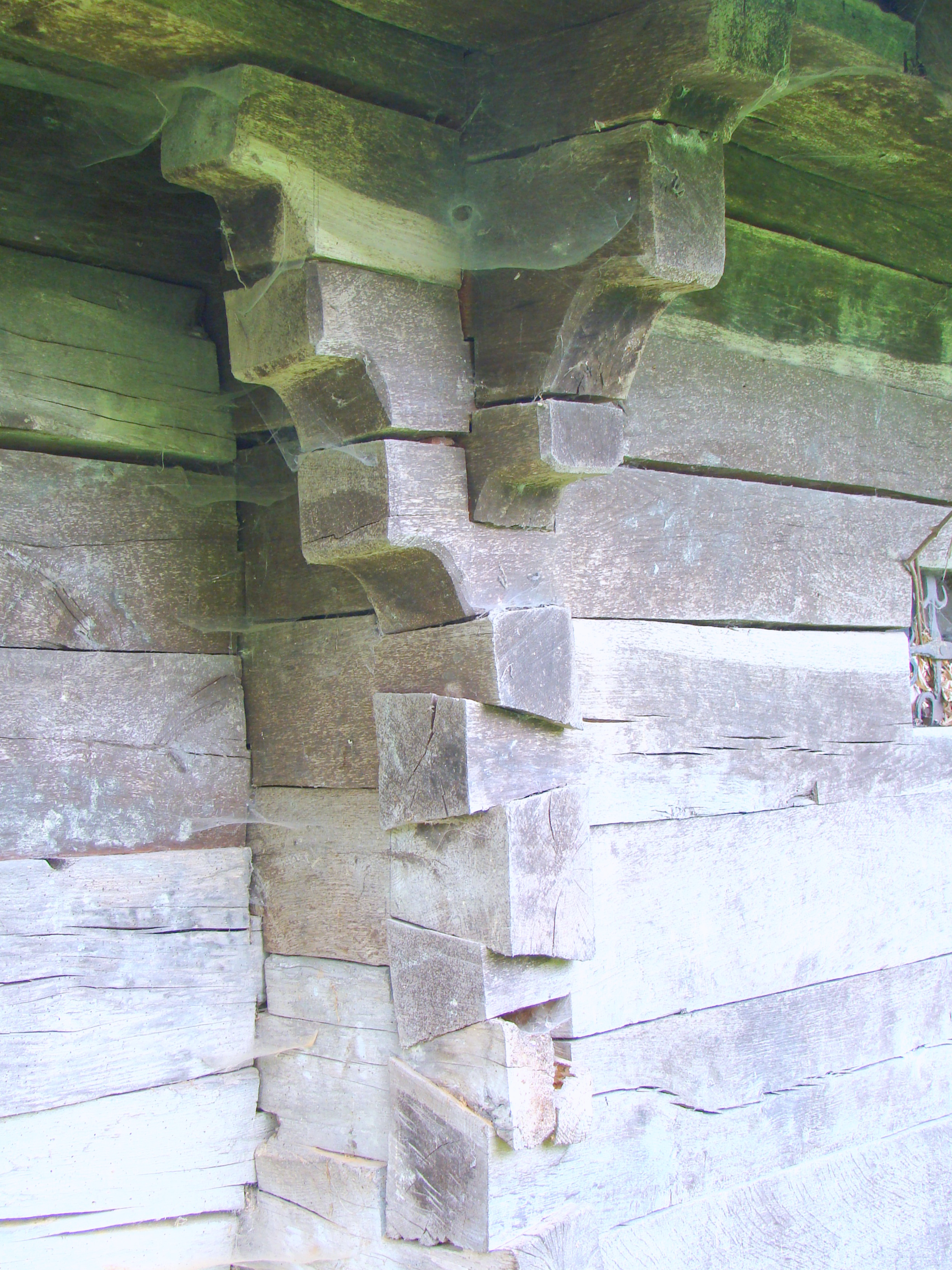
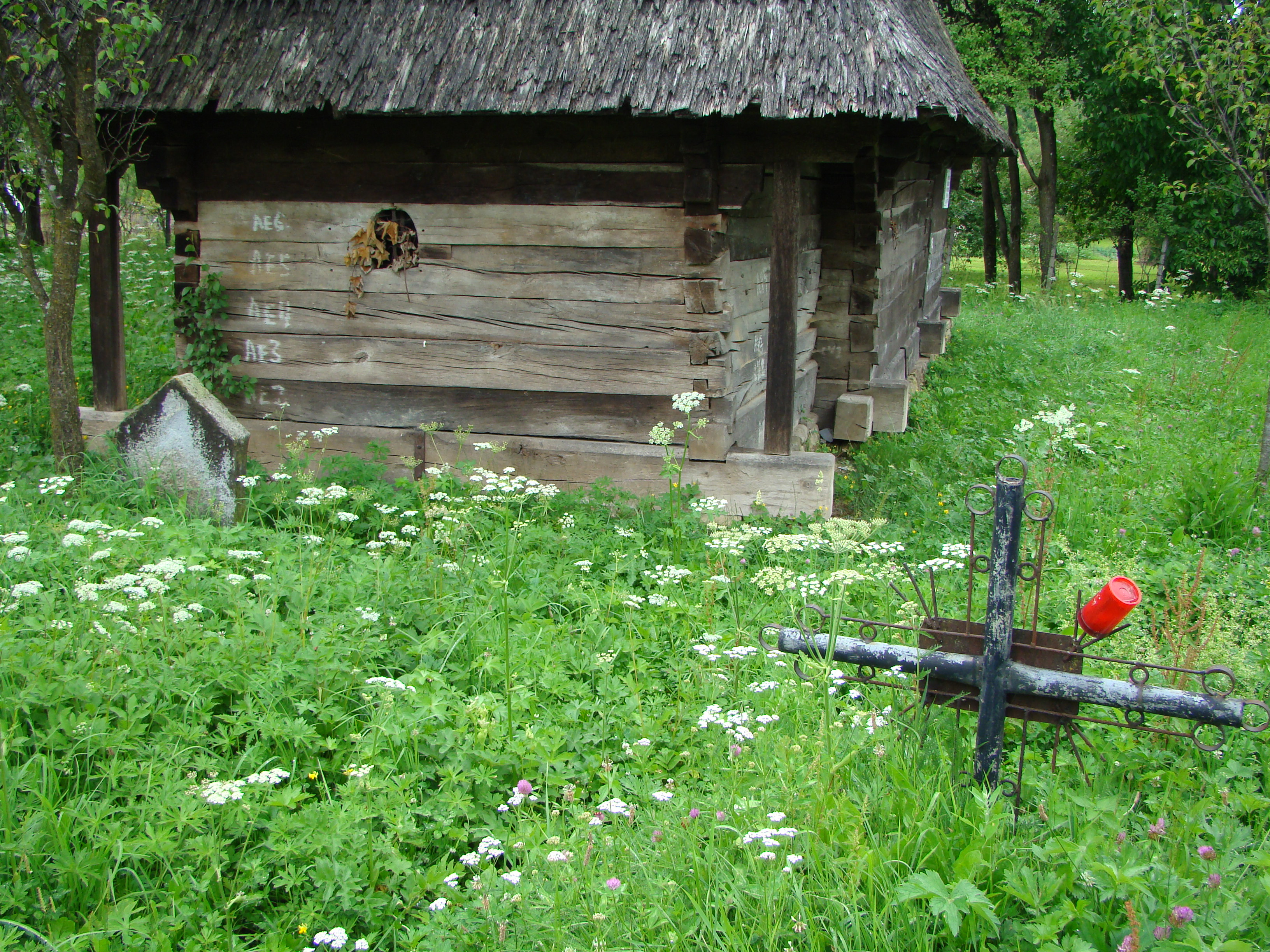
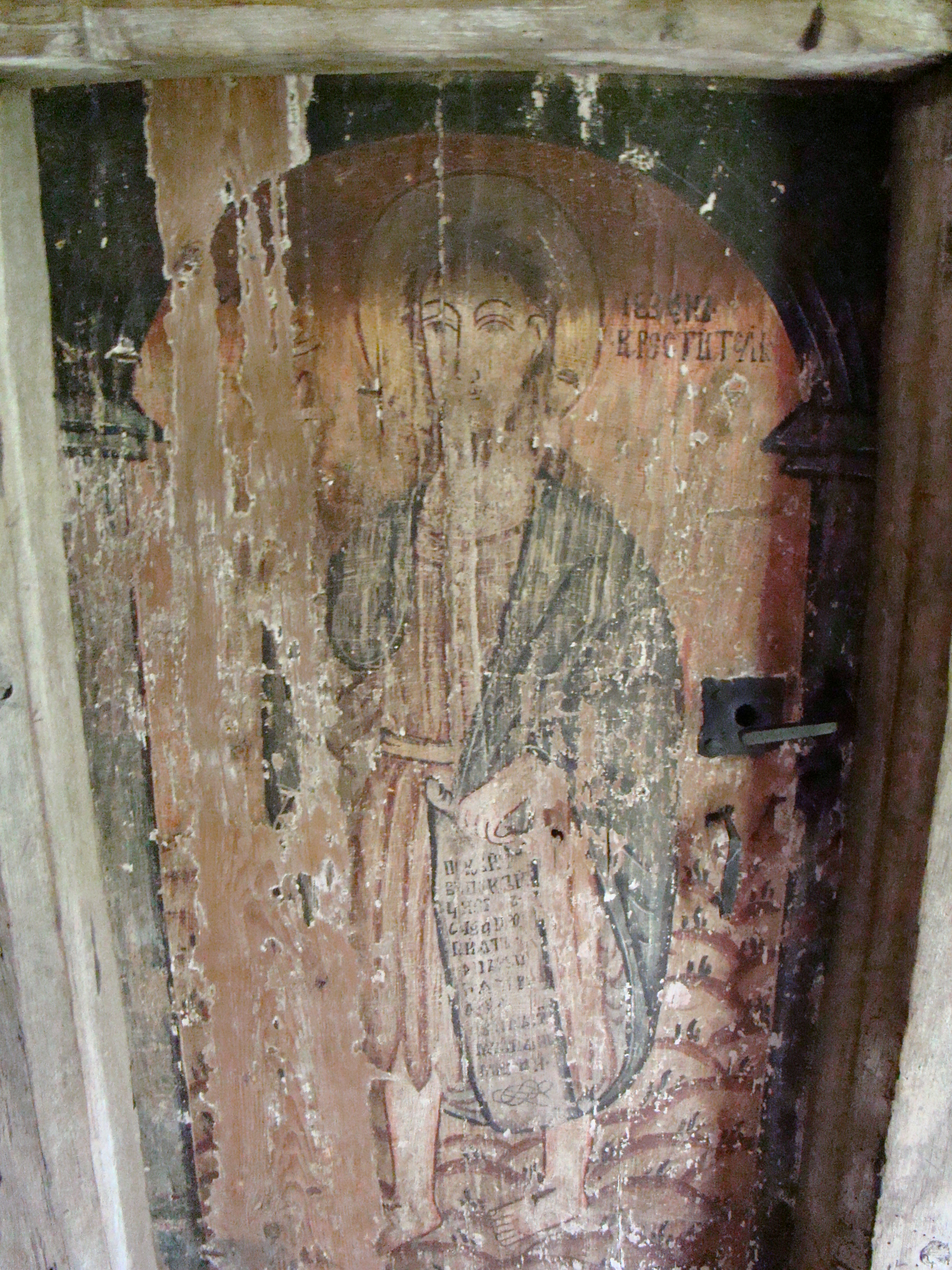
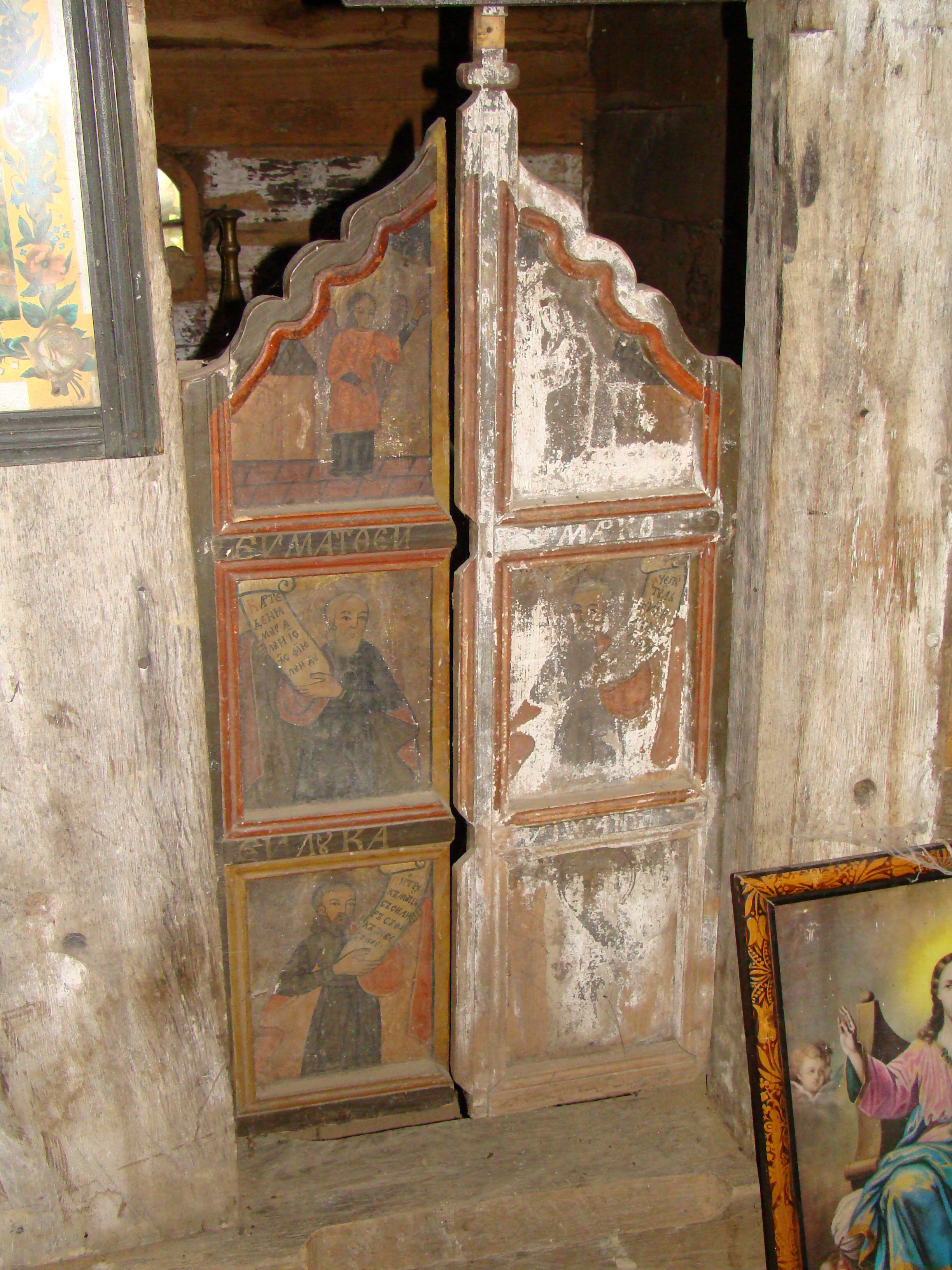
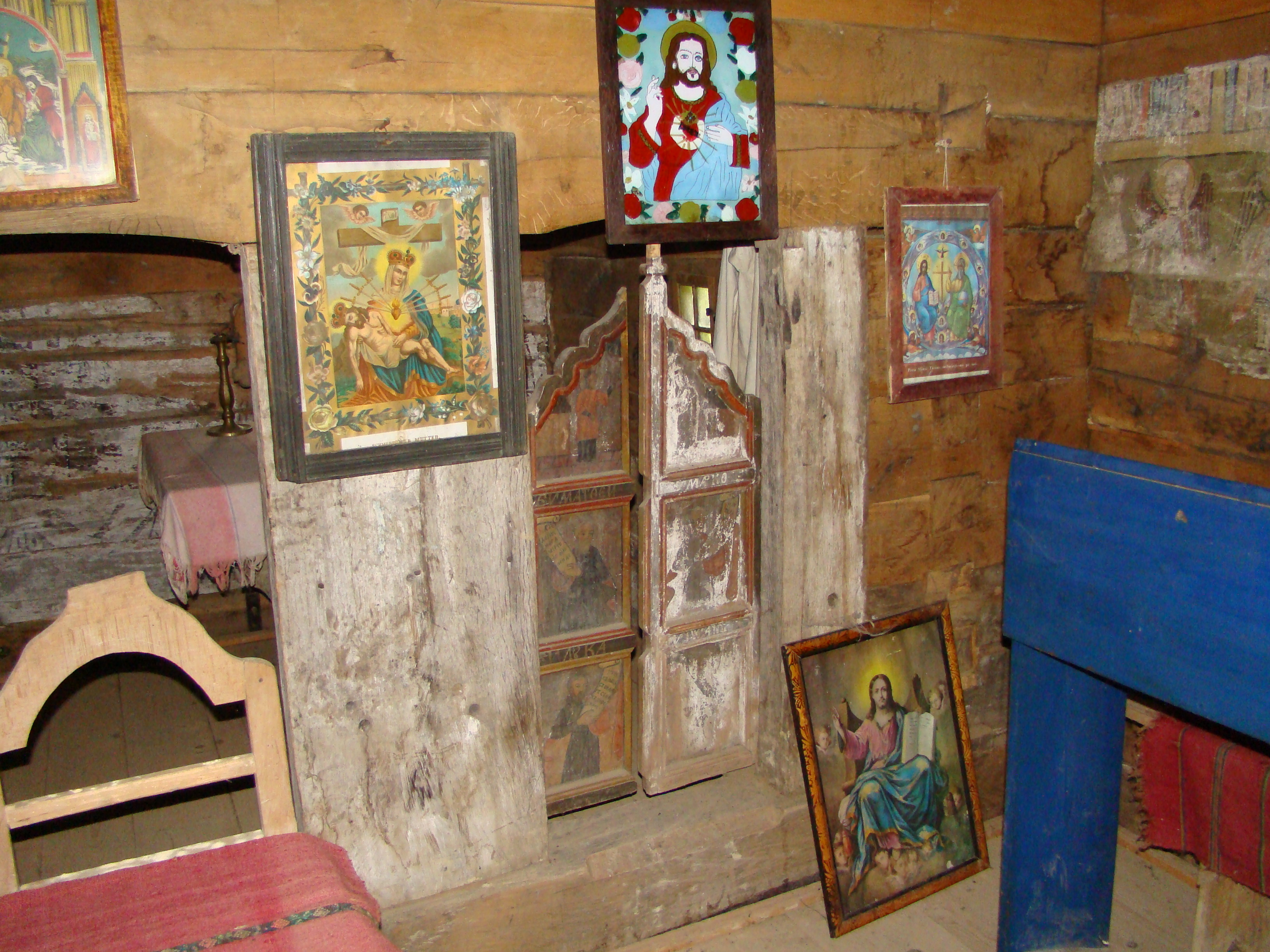
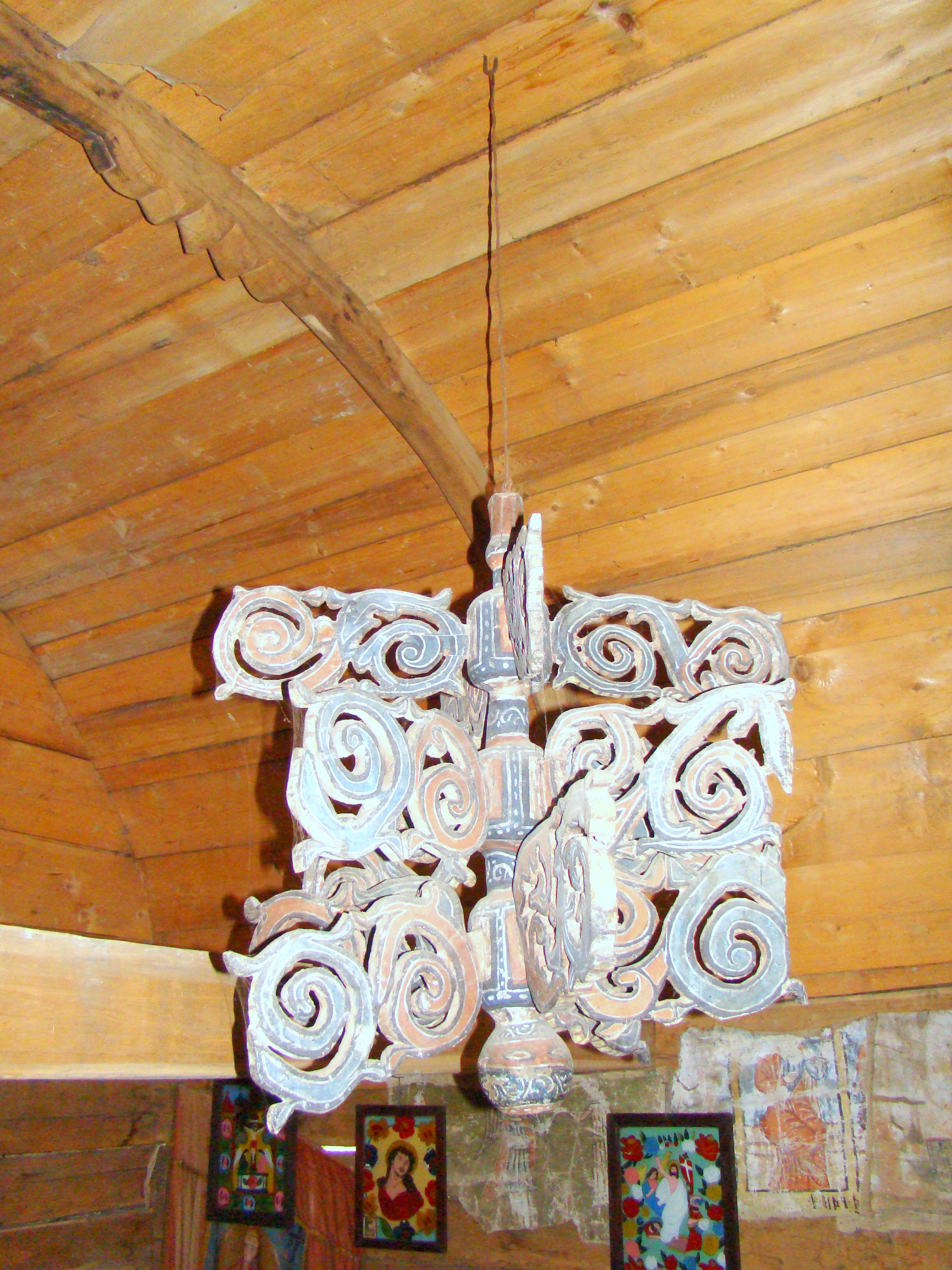
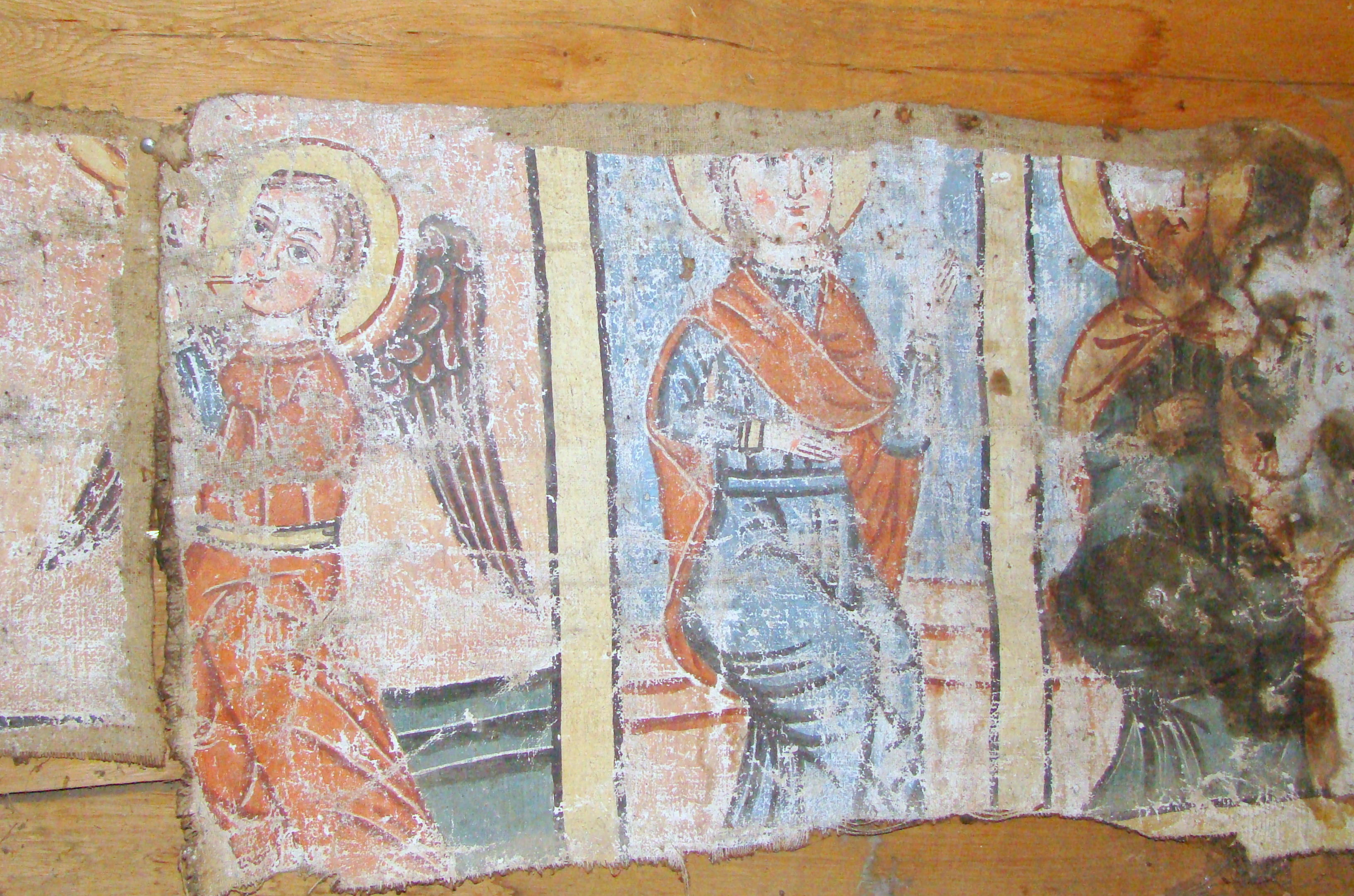
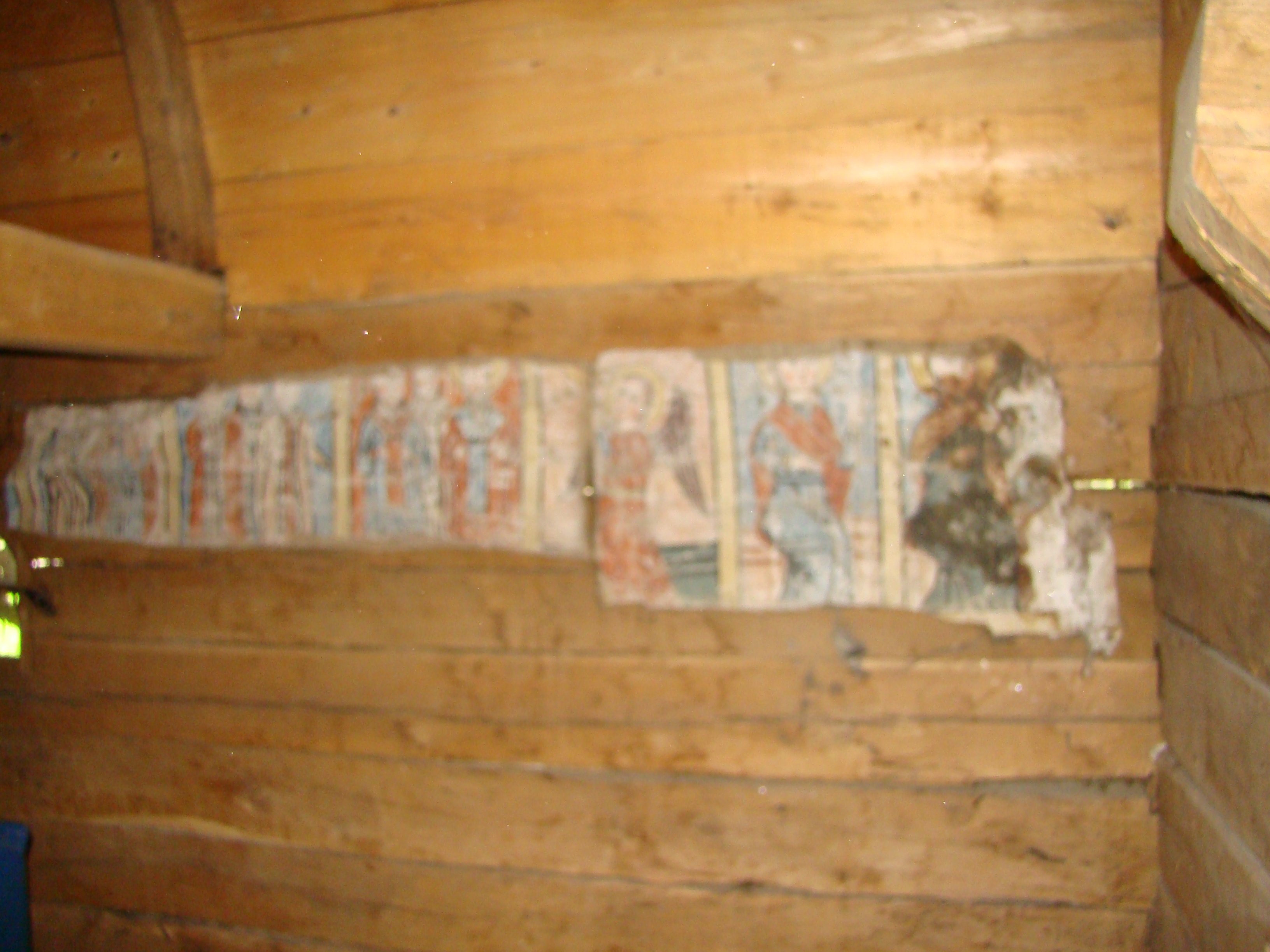
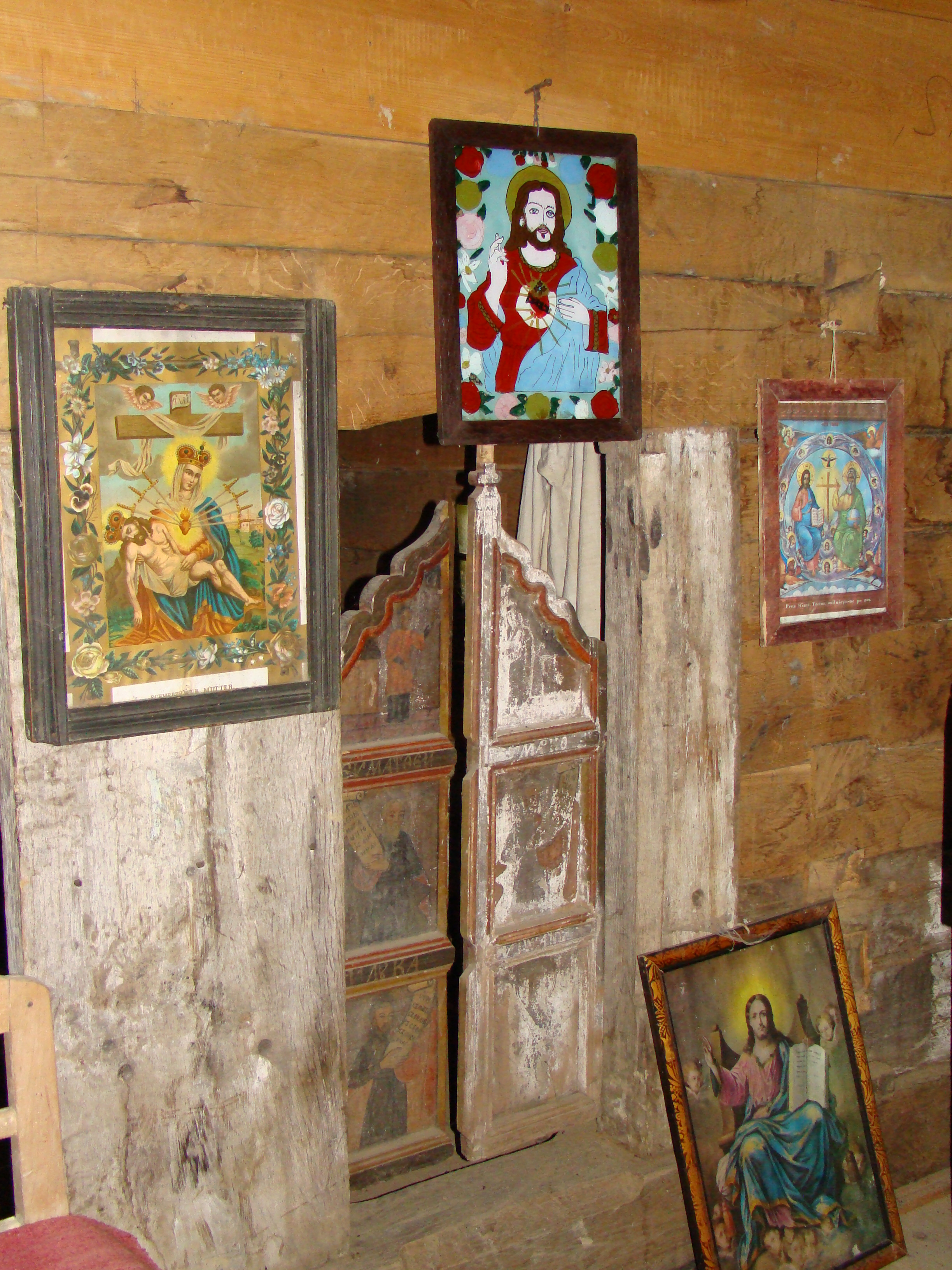
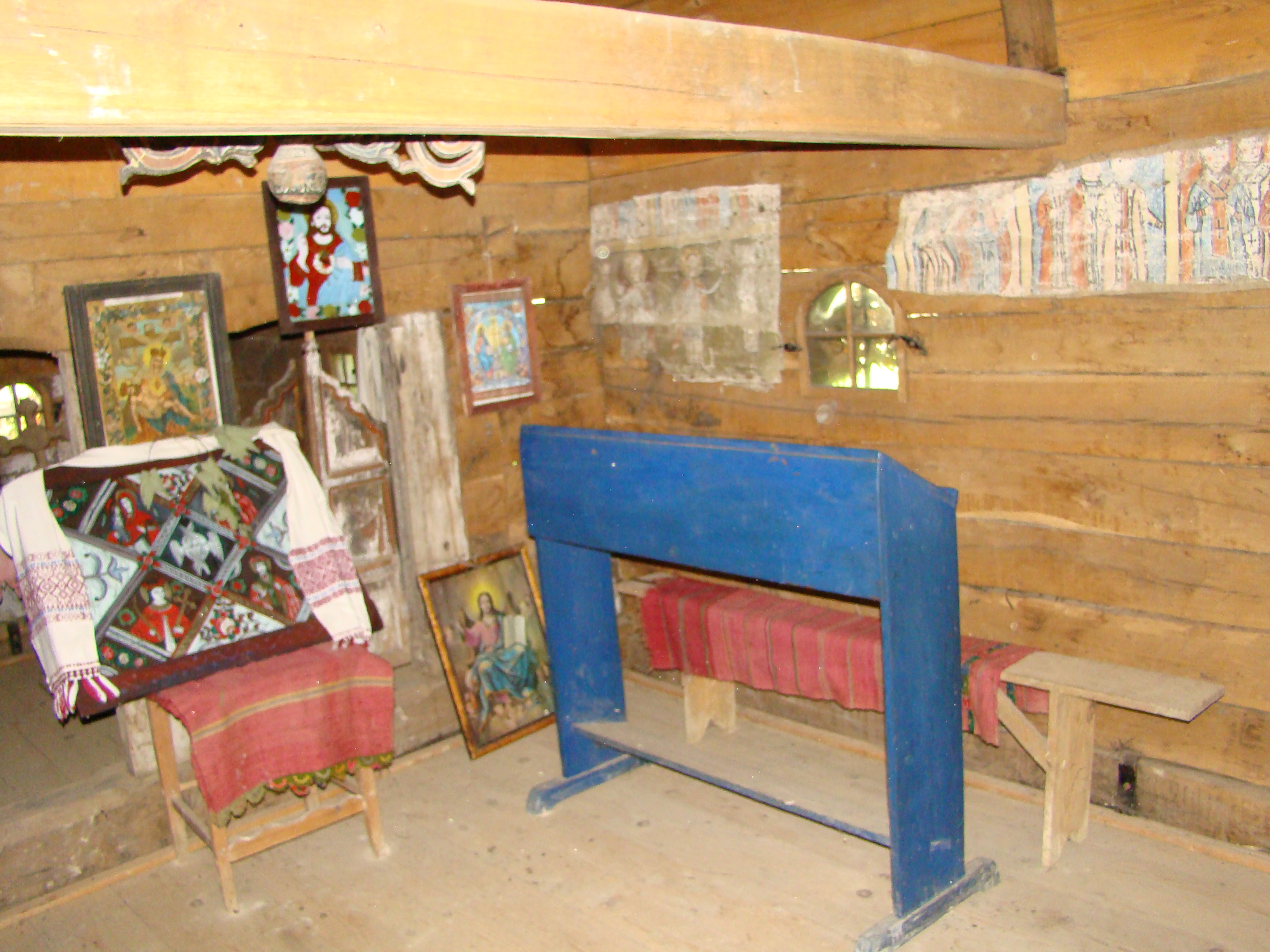
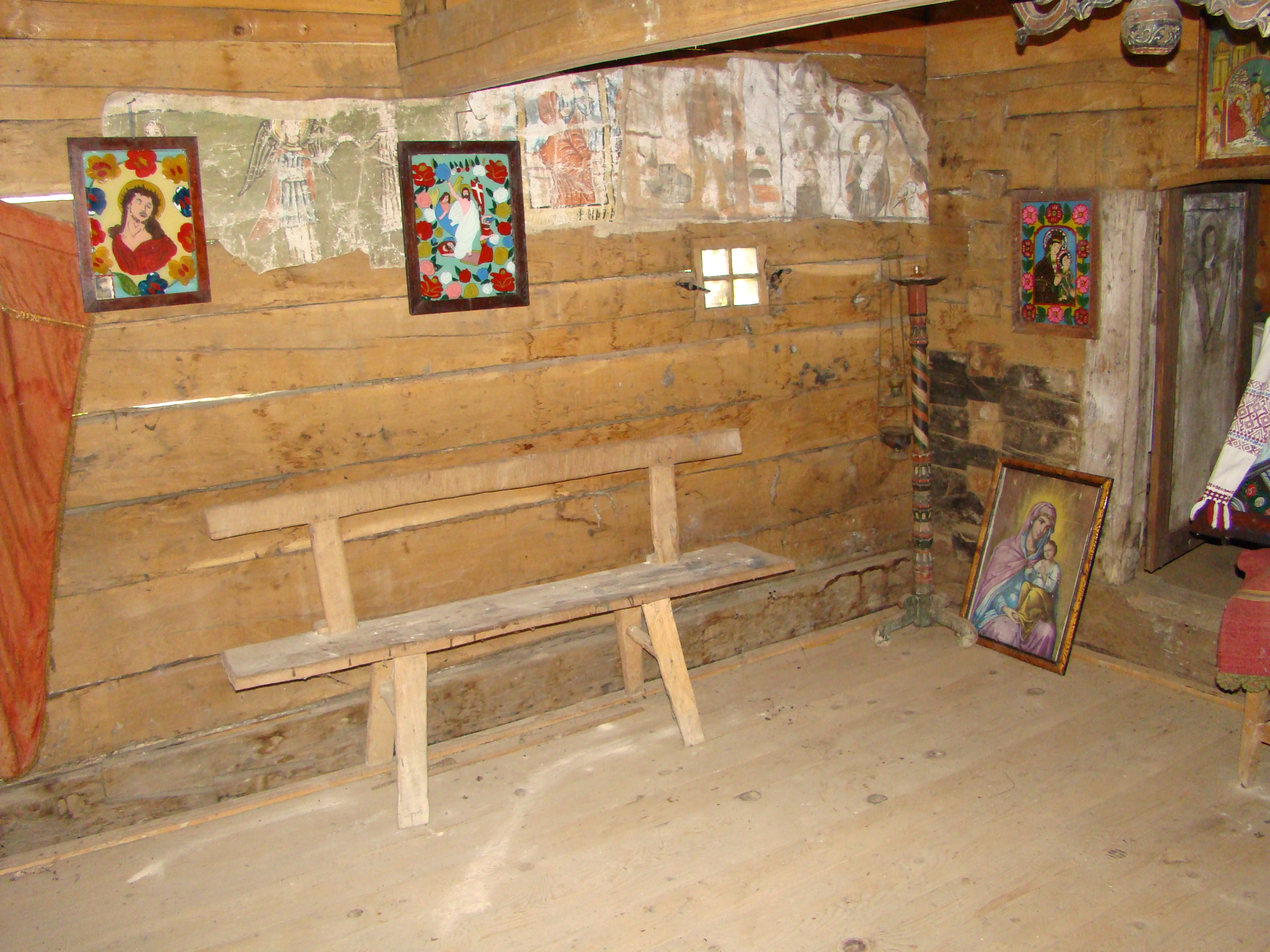
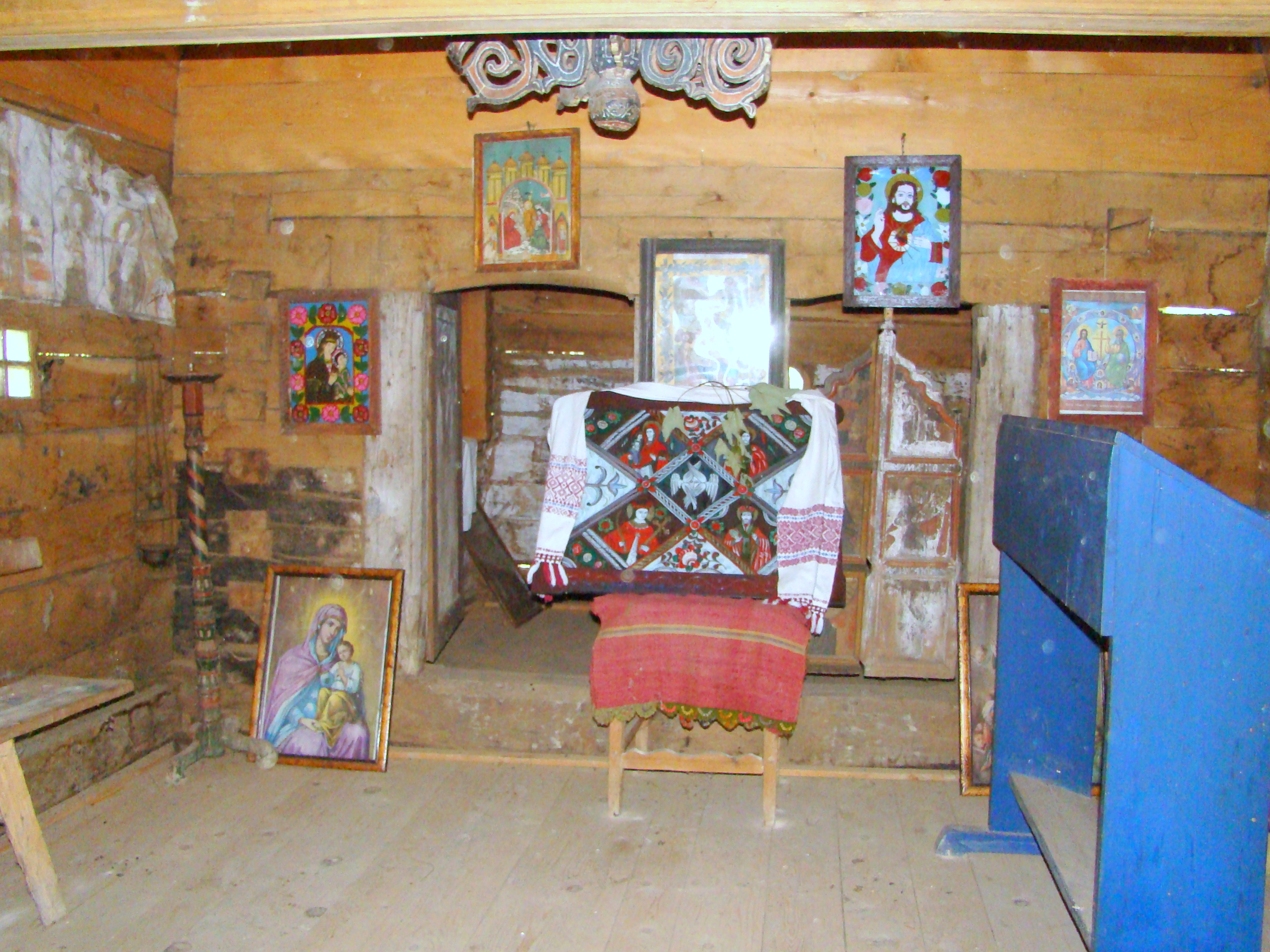
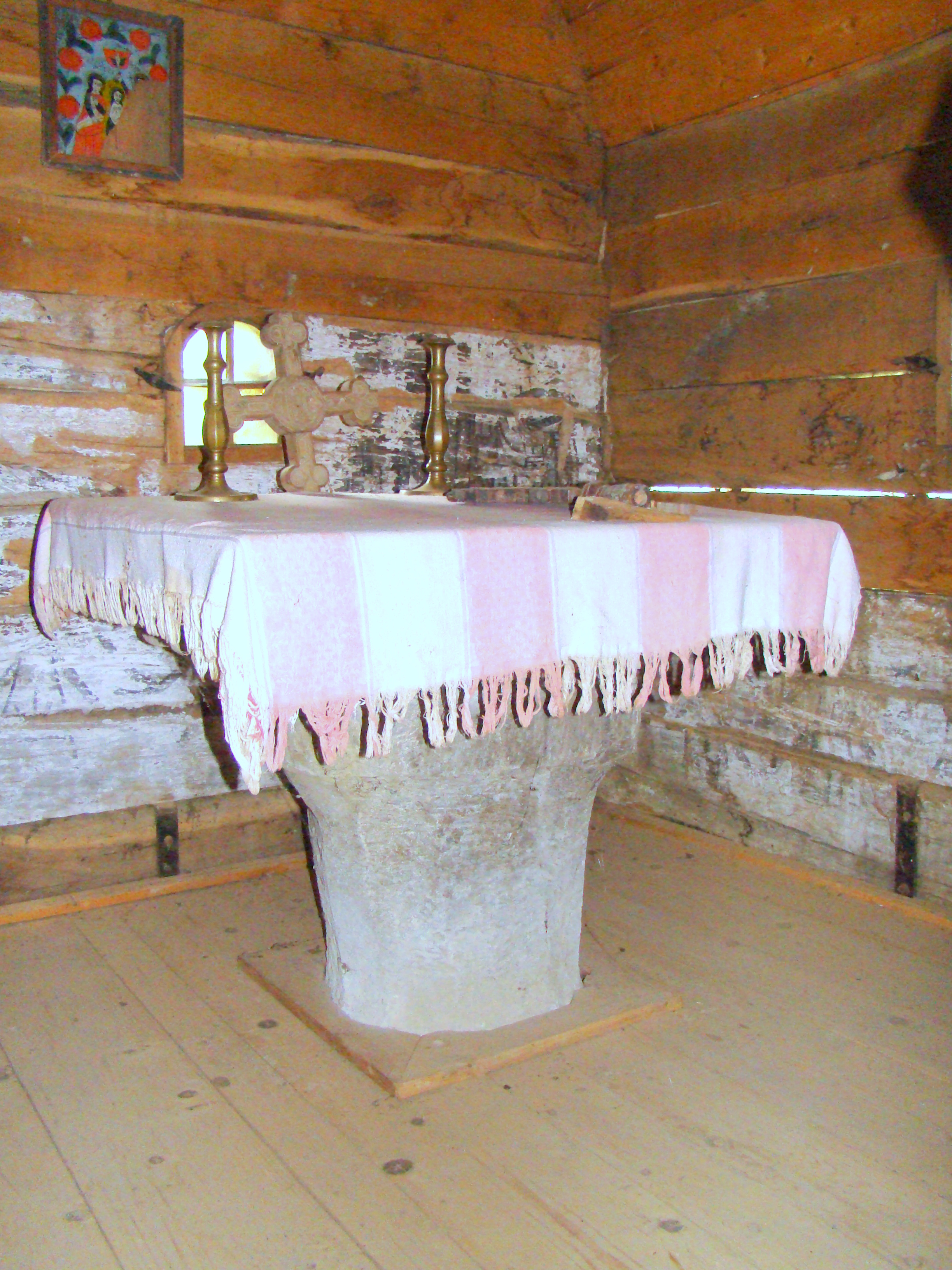

## Nevezetesség
- 18. századi ortodox fatemplom[2]